# 水張り
水張り (みずばり) とは、水彩画や日本画といった水を溶媒とする絵を描く際、紙に歪みが生じにくいように、一度水に塗らした紙をパネルに張り付けるという手法である。紙が水に濡れると膨張し、乾くと元の大きさに収縮する性質を利用している。紙が波打ち易い水彩画以外でも、鉛筆画・ペン画などの用紙に用いることがあり、この場合はおもに描画面の安定などを目的としている。

## 方法
用意するものは、紙（水彩紙・画用紙・ケント紙など）・刷毛・木製パネル（またはベニヤ板）・水張りテープ （紙テープの裏に水溶性糊のついた再湿糊テープ）である。
水張りにはパネル張りと平張りの2種類の方法がある。
パネル張りは、パネルより一回り大きな紙で、パネルを覆うように張り込む方法である。パネル全体を描画面とすることができる。一般に水張りテープを用いるが、日本画では澱粉糊を用いる。
平張りは、パネルより小さな紙をパネルの表面に張り込む方法である。パネルではなく合板を利用できる、パネル上に複数枚の紙を張り込めるといった利点がある。
紙を濡らす手法であるが、紙全体を水に漬ける、刷毛で両面とも湿らす、片面のみ濡らすなど様々なやり方が存在する。無論どの手段をとっても水張りには問題無い。また水張りをした後に絵が完成しても、すぐに切り離してはならない。見た目がしっかりしていても、乾燥が不十分だと剥がしたその瞬間から波打ってしまうからである。そのため十分乾燥を行なってから剥がすことが望ましい。